# Batterie (vinaigre balsamique traditionnel)
Pour les articles homonymes, voir Batterie.
 (décembre 2017).
Si vous disposez d'ouvrages ou d'articles de référence ou si vous connaissez des sites web de qualité traitant du thème abordé ici, merci de compléter l'article en donnant les références utiles à sa vérifiabilité et en les liant à la section « Notes et références ».

La batteria (batterie, file ou séquence) est une installation de contenants, de différentes capacités et essences de bois, nécessaire pour la production du vinaigre balsamique traditionnel produit dans la région de l'Émilie-Romagne en Italie.

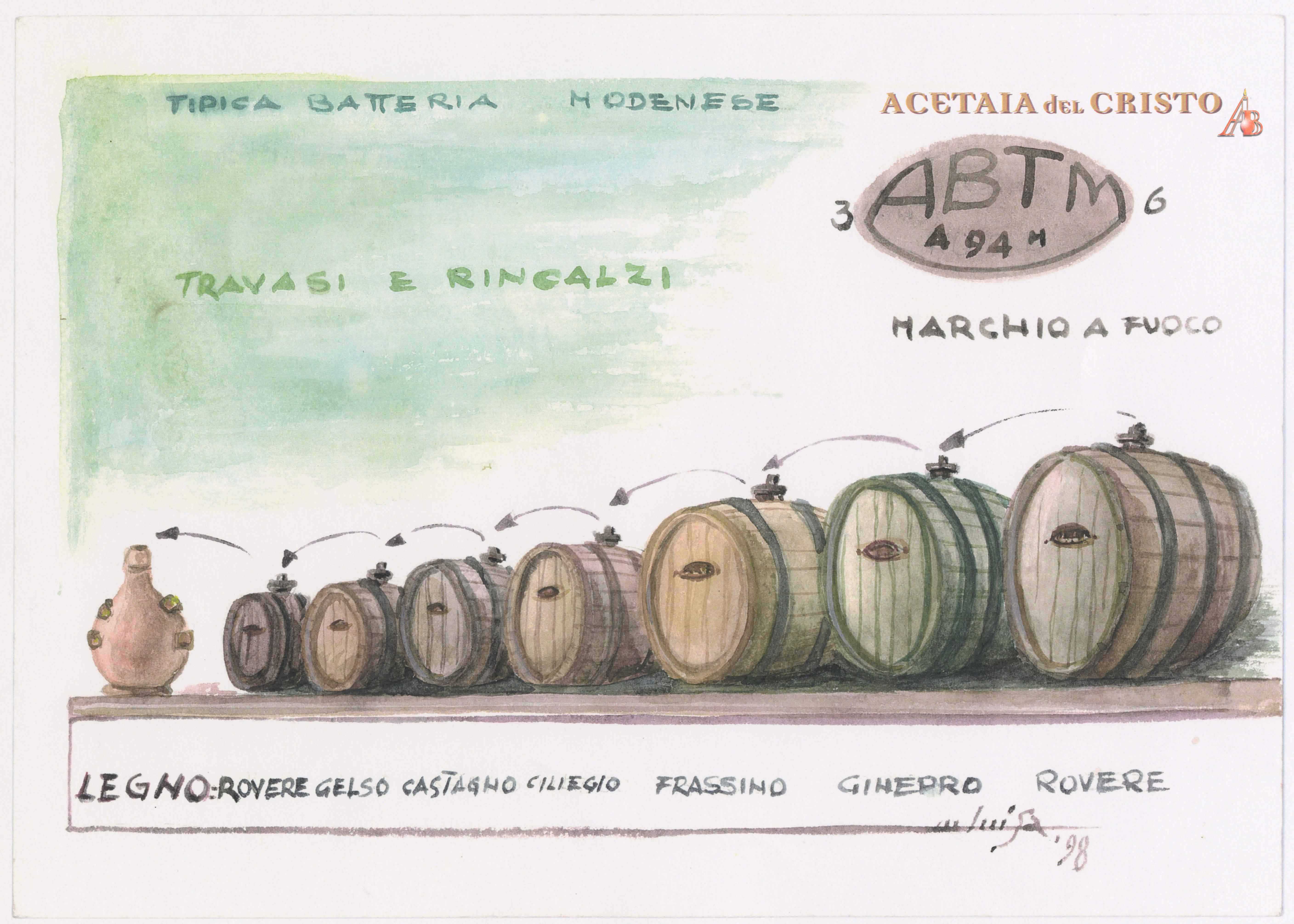
Dessin à l’aquarelle illustrant schématiquement une batteria pour la production du vinaigre balsamique traditionnel.

## Structure traditionnelle

### Nombre traditionnel de tonneaux
Une batteria est habituellement constituée d'un nombre impair de tonneaux égal ou supérieur à cinq, dépassant rarement les dix pièces. Il n'existe pas d'autre raison que la tradition locale pour expliquer le choix des chiffres impairs, en revanche le fait d'en avoir cinq ou plus s'explique par le fait que chacun des tonneaux est fabriqué avec un bois différent, et par la méthode de production du vinaigre balsamique.

### Structure à trois tonneaux
Dans l'après-guerre, caractérisé par l’abandon des campagnes en faveur des villes, conséquence de la poussée industrielle nommée en Italie anni del boom, jusqu'aux années 80, la théorie selon laquelle trois tonneaux est le nombre idéal pour produire le vinaigre balsamique — un pour chaque phase de production : acétification, maturation, vieillissement — prend pied, soutenue aussi par les études sur le commensalisme bactérien. Avec le temps, plusieurs problèmes de production ont surgi comme la cristallisation des sucres, la difficulté à démarrer l’acétification, la réduction de l'acidité et de la densité du vinaigre balsamique, ce dernier défaut obligeant à réaliser des cuissons répétées ou prolongées pour le corriger, des moisissures et d'autres phénomènes parasitaires se formant à l’intérieur des tonneaux. Des études successives mettent en question définitivement le commensalisme entre saccharomyces et acétobacters suggérant de revenir à un nombre supérieur de tonneaux comme indiqué par la tradition orale et écrite.

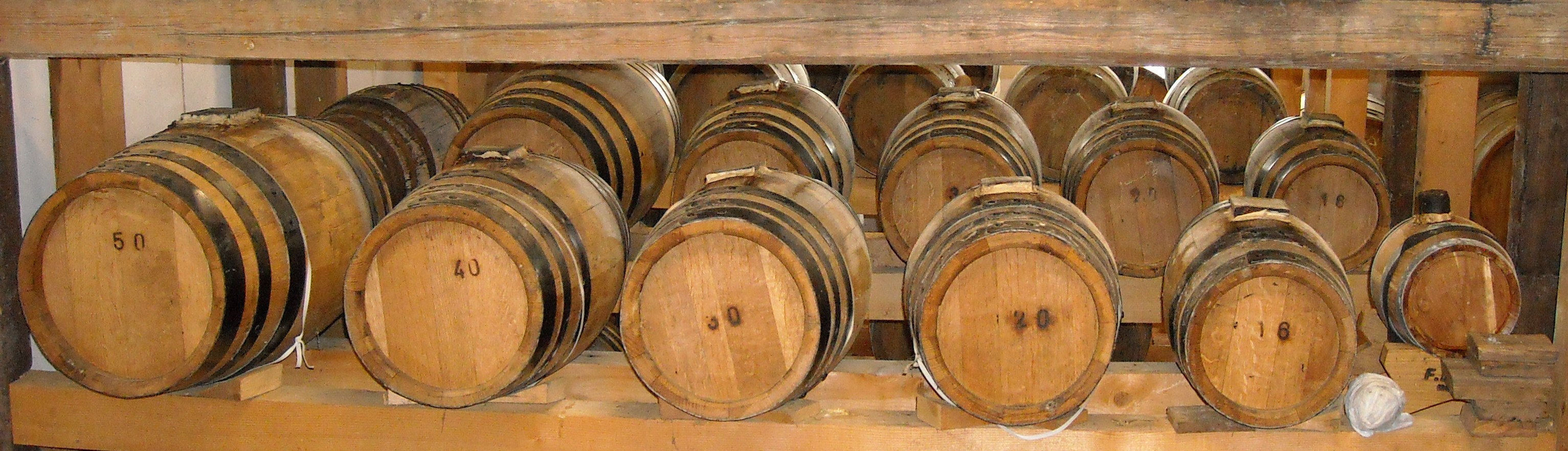
Configuration possible d'une batteria.

## Les tonneaux
Leur capacité est comprise entre 15 et 80 litres, ils sont de forme allongée mais toutefois plus trapus que le caratello  (tonneau de 100 litres apte au transport du vin sur charrue). Sur la partie centrale supérieure se présente une ouverture, généralement carrée, de l'ampleur de deux ou trois douelles, appelé cocchiume ([ko:kkiu:me]) afin de permettre l'inspection aisée de l'intérieur du tonneau et son entretien, cette ouverture est aussi indispensable pour les processus d’oxydation et d'évaporation du moût.

### Les bois

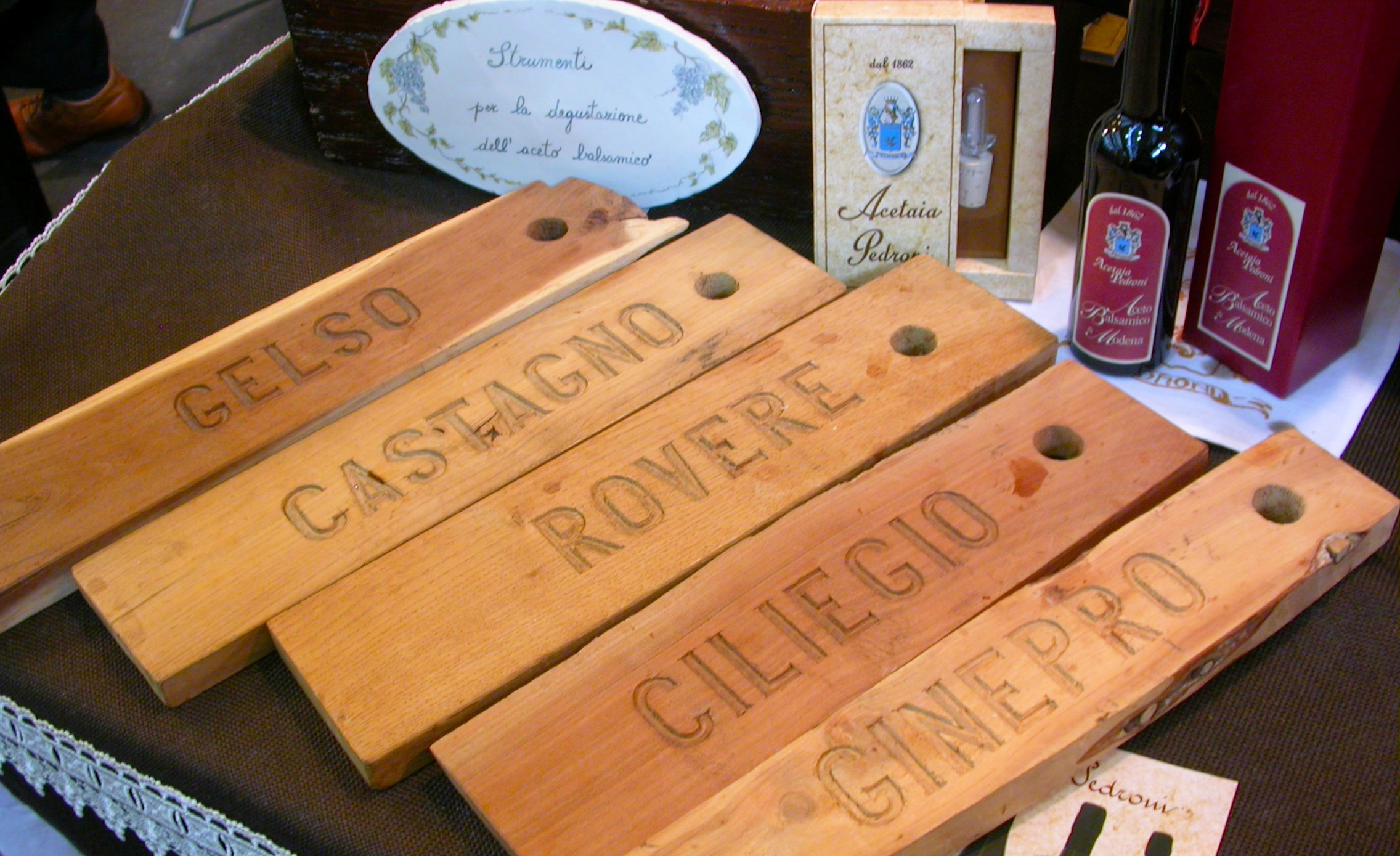
Quelques essences de bois utilisées pour le vieillissement du vinaigre balsamique traditionnel.

Le cahier des charges qui régule l'appellation d'origine protégée pour les deux appellations, vinaigre balsamique traditionnel de Modène et celui de Reggio d'Émilie, impose que les tonneaux soient fabriqués à partir d'essences de bois « classiques de l'endroit (de production n.d.t.)[Quoi ?] » c'est-à-dire les anciennes terres dominées par la famille d'Este, le duché de Modène,. Le cahier des charges pour l'appellation « Reggio d'Émilie » précise les variétés : chêne et châtaignier, genévrier et mûrier (moins utilisés), cerisier, frêne et robinier (récemment introduits), marginalement on utilise aussi le bois de poirier et de pommier.  
Le bois de frêne et celui de robinier ne sont pas inclus dans la définition des bois autorisés selon le plan de contrôle des vinaigres balsamiques traditionnels de Modène. En réalité, les bois les plus traditionnels et les plus utilisés sont ceux du chêne et du châtaignier, qui représentent à eux-seuls environ 75 % des tonneaux, tandis que le genévrier et le mûrier, bien qu'ayant été transmis par la tradition, sont plutôt minoritaires pour différentes raisons. L'introduction de l'utilisation des bois de cerisier, de frêne et d'acacia est récente, et a eu de bons résultats pour ce qui est de l'étanchéité des tonneaux et de leur capacité à transmettre couleur, parfum et saveurs. Récemment, les bois du poirier et du pommier ont aussi été utilisés, mais cela a cependant causé des problèmes quant à l'étanchéité des tonneaux.

#### Bois traditionnels
- Chêne rouvre : bois dur mais facile à travailler, il garantit une stabilité et une étanchéité sur la durée. Il peut être utilisé en n'importe quelle position dans la batteria, mais on le trouve fréquemment parmi les tonneaux les plus petits, mais seulement parce que les autres bois doivent être utilisés pour les tonneaux les plus grands d'une série. Il existe des batteries composées uniquement avec ce bois.
- Châtaignier : bois qui a toujours été couramment utilisé pour la fabrication de tonneaux, parce qu'il était répandu, économique et facile à travailler. Riche en tanins, certains suggèrent de l'utiliser pour les tonneaux du début, mais il n'y a aucune contre-indication à son utilisation à n'importe quelle position dans une série.
- Mûrier : bois assez rare, étant une espèce protégée, mais il fut un temps très répandu à cause de l'industrie des vers à soie. D'une masse volumique faible et d'une porosité élevée, il favorise un échange important d'oxygène avec l'extérieur, et facilite par conséquent le processus d'acétification. À ceci près que son étanchéité est médiocre sur la durée, ce qui suggère une utilisation pour le premier ou le second tonneau d'une série. Précisément parce qu'il est difficile à trouver, il a été remplacé par le bois de cerisier ces dernières décennies.
- Genévrier : bois unique issu d'un conifère, même vieilli, il libère les parfums des huiles essentielles. Surtout durant les premières années d'utilisation, ces parfums sont souvent forts et peu appréciés, et donc ce bois est plus apprécié lorsque le tonneau a déjà quelques années d'utilisation. La typologie de la plante ne permet presque jamais de fabriquer des tonneaux de grande capacité. À cause de ces raisons — le parfum et la taille des tonneaux — il est presque toujours utilisé en dehors de la batteria, comme conteneur pour de petites quantités destinées à être aromatisées d'une façon particulière.

Bois d'usage plus récent
- Cerisier : bois poreux et parfumé, il transmet des arômes délicats au produit. Il a tendance à se déformer au cours du temps, et ne garantit pas l'étanchéité des tonneaux. Pour cette raison, il est souvent utilisé au début de la batteria.
- Frêne : bois assez poreux et facile à travailler, il contient peu de tanins. Recommandé particulièrement pour les tonneaux centraux ou pour les plus petits.
- Robinier : bois dur et dense, qui garantit une étanchéité sur la longue durée. Conseillé surtout pour les tonneaux les plus petits.
- Poirier ou pommier : bois ne faisant pas partie de la tradition des vinaigres balsamiques, ils ont pourtant toujours été présents dans les zones de références, ils ont donné de bons résultats pour ce qui est du parfum et des saveurs. Au contraire, l'étanchéité sur la durée est plus difficile à obtenir, et à cause de cette raison, il est difficile de trouver des tonneaux fabriqués uniquement avec cette essence, qu'il est considéré essentiellement comme abandonné[5].

Chaque producteur, en suivant le règlement, choisit à sa convenance des bois plus ou moins aromatiques pour ses tonneaux..

## Utilisation
Le processus de fabrication du vinaigre est le fruit d'une expérience transmise depuis des siècles dans les familles de producteurs, ce qui confère à chaque vinaigre des caractéristiques particulières.
Après acquisition ou fabrication, les tonneaux doivent être purifiés des résidus dus à la fabrication, mais aussi des substances qui seront relâchées par le bois au contact d'un liquide et qui pourrait éliminer les micro-organismes. Cette opération, appelée « sgallatura », est réalisée avec de l'eau chaude salée (ou de l'acide citrique), qu'on laisse reposer pendant une journée dans le tonneau. Ensuite, les tonneaux sont acétifiés (« messe in tenuta ») en étant remplis de vinaigre de vin pendant environ un an. Cette opération est nécessaire pour nourrir les colonies de bactéries acétiques présentes dans les fibres du bois, mais aussi pour permettre une nouvelle libération de résine et de terpène. Une fois, les tonneaux vidés, la batteria peut finalement être remplie avec du moût de raisin cuit, fermenté et acétifié, afin de lancer finalement le processus de fabrication du vinaigre balsamique traditionnel.
Chaque année, on prélève du tonneau le plus petit le produit fini et vieilli, destiné à la consommation ou à la vente, généralement une quantité inférieure à 10-15 % du volume du tonneau. La quantité manquante, qui s'ajoute à la fraction qui s'est évaporée durant la saison chaude précédente, est récupérée du tonneau qui lui précède immédiatement, et ainsi de suite, de tonneau en tonneau jusqu'au plus grand.
Chaque année, au printemps ou lorsque la température ambiante atteint environ 20 °C, température nécessaire pour l'activité des bactéries acétiques, le moût de raisin cuit et fermenté est ajouté au tonneau le plus grand, appelé « badessa ». Souvent, surtout dans les batteries avec un nombre réduit de tonneaux, ou en présence de deux ou plus de batterie, comme la badessa est un tonneau d'une dimension bien supérieure, on la garde à l'écart de la batterie, et on l'utilise comme conteneur dédié exclusivement à l'acétification du produit. De cette manière, on contrôle le déclenchement du processus d'acétification sans risquer de « polluer » le produit déjà vieilli, en cas de problème — en outre, on introduit une étape supplémentaire au temps de résidence du vinaigre balsamique traditionnel au cours du processus de production (acetaia). Comme les badesse externes utilisent habituellement des tonneaux plus grands, des cuves (préférablement en bois), de grandes bouteilles en verre, ou pour des raisons économiques, réutilisent des barriques de vin inutilisées, dans ce dernier cas, en raison des dimensions de ces barriques (entre 225 et 300 litres), la badessa est utilisée pour alimenter annuellement 2 à 4 batteries.  
Le niveau de remplissage des tonneaux revêt une grande importance, jamais plus de trois-quarts du volume total du tonneau, de manière à avoir une surface de vinaigre en contact avec l'air suffisamment grande pour l'oxygénation, un élément fondamental du déroulement de l'acétification.
Pour permettre la maturation du produit, l'action des bactéries acétiques, la concentration par évaporation et la dispersion des substances volatiles, le cocchiume est maintenu ouvert, couvert seulement d'un bout de tissu pour la propreté. Aussi, l'air qui s'infiltre lentement à travers les fibres et la porosité du bois, participe à la phase de maturation et de vieillissement du vinaigre.
Dans le même temps, d'autres études ont mis en évidence que l'ouverture du cocchiume, en favorisant l'évaporation de la fraction aqueuse, entraînait aussi une perte significative des substances odorantes et des acides volatiles, ce qui est indésirable pour la qualité du produit. Les mêmes études auraient démontrées comment, même lorsque le cocchiume était scellé avec de la cire alimentaire, l'évaporation des plus petites molécules comme l'eau et l'oxygène se poursuivaient à travers les fibres du bois qui se comportent comme un véritable « filtre moléculaire », retenant l'éthanol, l'acide acétique et les esters. La conclusion naturelle de ce raisonnement suggère de remplir complètement les tonneaux — ce qui contredit la tradition établie — en augmentant la surface de contact entre le liquide et le bois, et donc la surface d'évaporation.

## Source de traduction
(it) Cet article est partiellement ou en totalité issu de la page de Wikipédia en italien intitulée « Batteria (aceto balsamico tradizionale) » (voir la liste des auteurs).